# Belford Roxo
Belford Roxo è un comune del Brasile nello Stato di Rio de Janeiro, parte della mesoregione Metropolitana di Rio de Janeiro e della microregione di Rio de Janeiro.
La città, fondata nel 1990 per distacco dal comune di Nova Iguaçu, deve il suo nome all'ingegnere Raimundo Teixeira Belfort Roxo, ispettore generale dei Lavori Pubblici di Rio de Janeiro che alla fine dell'Ottocento contribuì a risolvere i problemi di approvvigionamento idrico della zona. Questo comune è inoltre famoso per essere la città natale del calciatore brasiliano Gerson e del lottatore di arti marziali miste Johnny Walker.